# Stanley Zeregbe
Stanley Zeregbe Zeregbe-Miller, conosciuto come Stanley Zeregbe (Saint-Denis, 4 febbraio 1997), è un giocatore di football americano francese, che gioca come defensive end per i Paris Musketeers.
Dopo aver giocato dal 2011 al 2020 per i Flash de La Courneuve (con una stagione ai Black Panthers de Thonon), nel 2021 si trasferisce ai tedeschi Ravensburg Razorbacks. Dal 2022 gioca in ELF, prima con i Berlin Thunder e poi con i Paris Musketeers.

## Palmarès
- 3 Casque de Diamant (Flash de La Courneuve, 2017, 2018; Black Panthers de Thonon, 2019)